# 御殿場駅

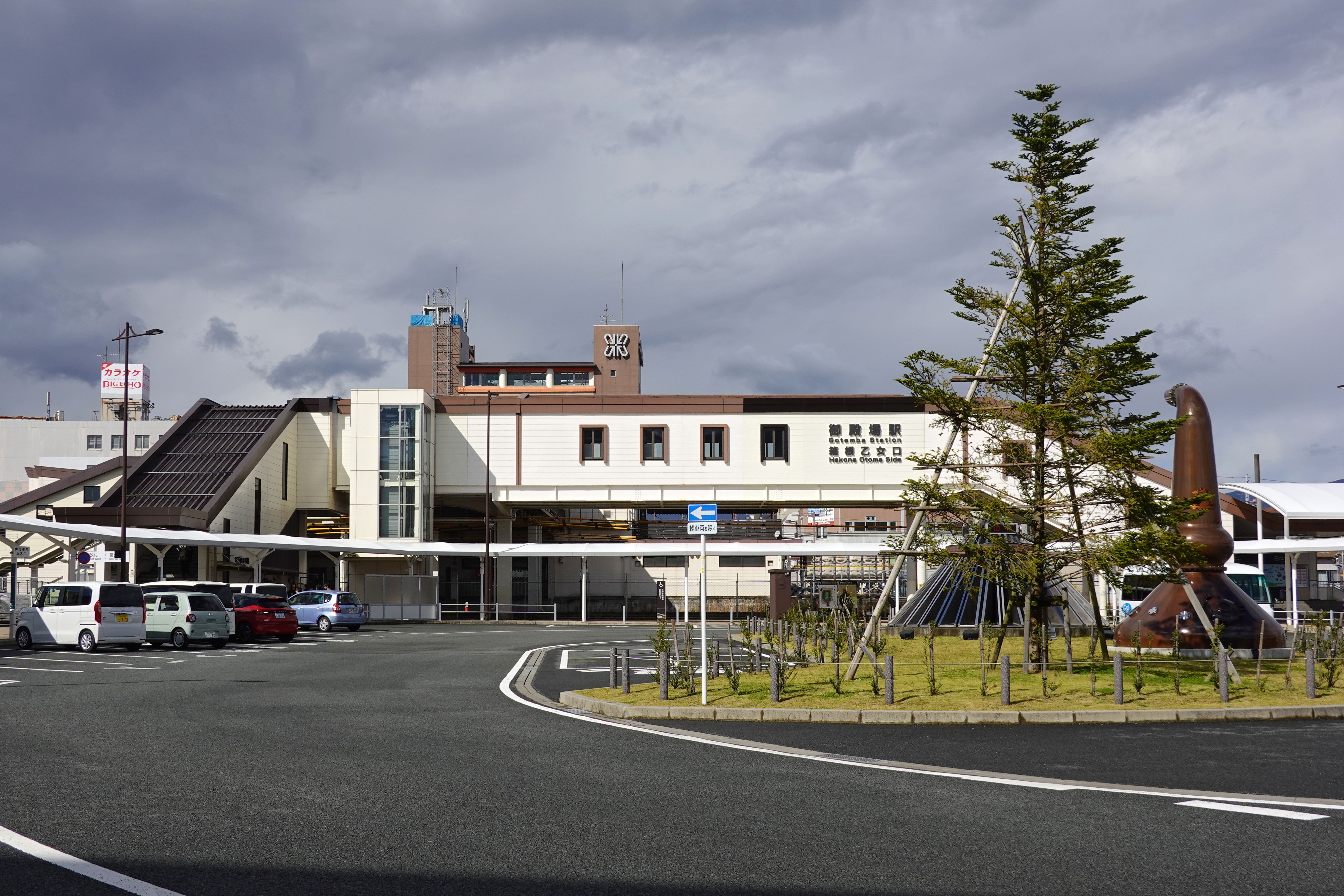
箱根乙女口（2023年10月）

御殿場駅（ごてんばえき）は、静岡県御殿場市新橋にある、東海旅客鉄道（JR東海）御殿場線の駅である。駅番号はCB10。

## 概要
静岡県東部の中規模都市である御殿場市の代表駅であり、市の中心部に位置する。
全ての営業列車が停車し、一部の普通列車や小田急線の新宿駅と当駅を結ぶ特急「ふじさん」が起点・終点としている主要駅である。乗降客は、御殿場線内では沼津駅・国府津駅に次いで多い。
富士山や箱根の玄関口の一つであり、駅前からは富士山麓や河口湖、箱根方面などへ向かうバスが発着している。1928年（昭和3年）までは、駅前を馬車鉄道が発着していた。
駅の開業は1889年（明治22年）2月であり、御殿場線の途中駅の中で丹那トンネル開通以前に東海道本線の駅として開業した7駅の一つである。
開業以来国有鉄道の駅であったが、1987年（昭和62年）4月の国鉄分割民営化により旅客営業はJR東海に、貨物営業は日本貨物鉄道（JR貨物）に移管された。ただし、JR貨物の貨物営業は2006年（平成18年）4月に廃止されている。
標高455メートルと御殿場線の中では最高地点にある駅であり、付近を鮎沢川と黄瀬川の分水界が横切る。

## 歴史

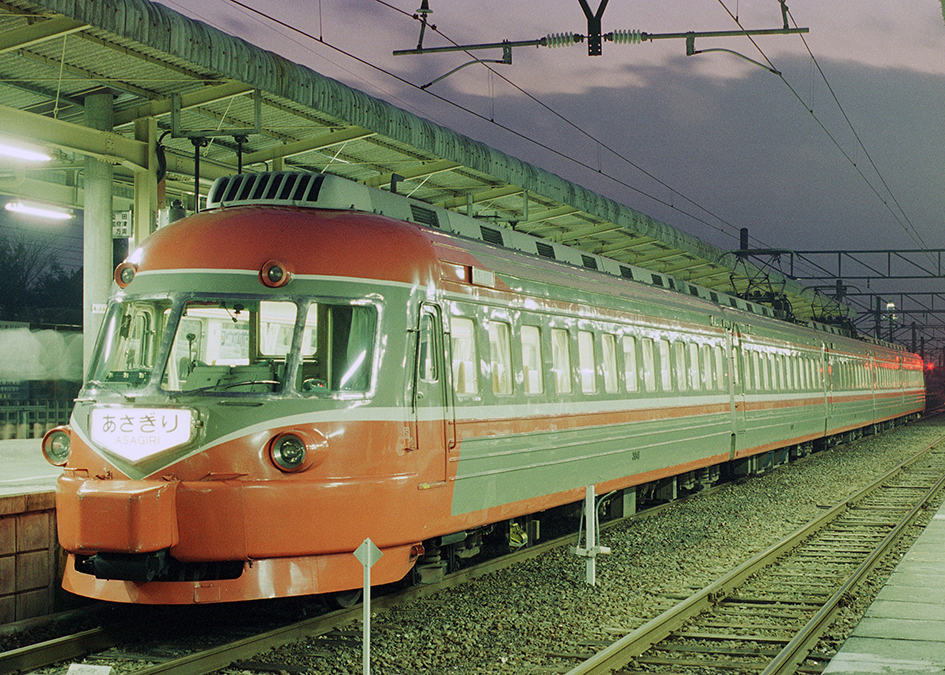
御殿場駅に停車中の小田急3000形SSE 連絡急行 「あさぎり」（1987年）

東海道本線の一部として国府津 - 沼津間が1889年（明治22年）に開業したとき、その中間駅の一つとして当駅は開設された。元々御殿場は富士登山の拠点として栄え、駅の開設が決まるやいなや旅館・商店・運送店などが駅前に立ち並び、汽車で来る登山客に備えたといわれている。しかし、駅が開業する当日の午前3時頃、町で火災が発生してしまいおよそ1000軒が焼ける被害が出たため、華やかに行われるはずの開業式は質素なものにせざるを得なかった。
そんなハプニングの中でスタートした当駅であるが、予想通り登山客によって駅や町は潤うようになった。さらなる登山客の確保を狙い、町は中央本線の起点を御殿場駅にするように政府に請願書を提出したが、これは実らず起点は八王子駅になった。中央本線に代わる交通機関として、1898年（明治31年）に駅前から山梨県境に近い須走村（現・小山町まで御殿場馬車鉄道という馬車鉄道を走らせた（後に県境の籠坂峠まで延伸）。
その後も賑わっていた御殿場駅であるが、1934年（昭和9年）に丹那トンネルが開通して東海道本線のルートが熱海経由に変更されたことは、大きな衝撃となった。幹線の中間駅からローカル線の一駅になってしまうのは、町の衰退につながりかねなかったからである。町ではせめてもということで、旧線につける名前を「御殿場線」にするよう請願書を提出し、これが実って線名が御殿場線に決定した。
1955年（昭和30年）、小田急電鉄により特急「ふじさん」の原型となる準急列車「銀嶺」・「芙蓉」の運行が新宿駅と当駅とを結ぶ形で始まった。以来、長期に渡り当駅は終着駅だったが、1991年（平成3年）に本格的な特急「あさぎり」が登場し、沼津駅まで延伸されたことにより、主要な途中駅となった。2012年（平成24年）に運行区間が当駅止まりに短縮されたため、現在では再び終着駅となっている。
蒸気機関車が使用されていた頃は、運行上の拠点としても機能していた。当駅は御殿場線（旧東海道本線でも同様）において最も標高が高い位置の近くに存在しており（標高455メートル）、当時は沼津駅・山北駅の両方向から来る列車が急勾配区間を登るために、当駅まで補助機関車（補機）を連結して運転していた。また、丹那トンネル開業前の東海道本線時代に運転されていた特急列車・急行列車などの場合は、ここで走行中に補機の切り離しを行っていた。

### 年表
- 1889年（明治22年）2月1日：官設鉄道の駅として、国府津 - 静岡間の開通時に開業[1]。旅客・貨物営業を開始[1]。
- 1891年（明治24年）
  - 1月12日：当駅 - 沼津間複線化、単線と複線の切替地点となる。
  - 3月1日：小山 - 当駅間複線化。
- 1909年（明治42年）10月12日：線路名称制定、当駅を通る路線を東海道本線と命名[3]。
- 1934年（昭和9年）12月1日：熱海 - 沼津間開通に伴い、東海道本線国府津 - 御殿場 - 沼津間は御殿場線に改称[4]。
- 1943年（昭和18年）7月11日：御殿場線単線化。
- 1968年（昭和43年）
  - 4月27日：御殿場線国府津 - 当駅間電化に伴い、構内を電化。
  - 7月1日：御殿場線当駅 - 沼津間電化。
- 1982年（昭和57年）11月15日：車扱貨物の取扱を廃止[1]。
- 1984年（昭和59年）2月1日：荷物の取扱を廃止[1]。
- 1987年（昭和62年）
  - 3月1日：みどりの窓口開設[5]。
  - 3月21日：新駅舎供用開始[6]。
  - 3月31日：戸籍上貨物の取扱を再開[1]。
  - 4月1日：国鉄分割民営化により、東海旅客鉄道（JR東海）と日本貨物鉄道（JR貨物）の駅となる[1]。
- 2001年（平成13年）3月13日：エレベーターが2基新設される[7]。
- 2006年（平成18年）4月1日：JR貨物の駅が廃止され、貨物の取扱が廃止[8]。変圧器を輸送する特大貨物列車が数回発着しただけで廃止された。
- 2010年（平成22年）
  - 3月13日：沼津駅方面においてICカード「TOICA」の利用が可能となる[9]。
  - 9月30日：御殿場線で過去に使われ、市内湯沢平公園に展示されていたSL、D52が御殿場駅前に移設される。
- 2012年（平成24年）3月17日：特急「あさぎり」が当駅までの運行となる[10]。
- 2019年（平成31年）3月2日：下曽我駅方面においてICカード「TOICA」の利用が可能となる[11]。

## 駅構造

### 駅構内・ホーム
地上駅であり、単式ホーム1面1線と島式ホーム1面2線、合計2面3線のホームを有する。駅構内の西側にある単式ホームが1番線、東側にある島式ホームが2番線および3番線となっている。運転扱い上の線路呼称は、1番線が上り本線、2番線が中線、3番線が下り本線である。太平洋戦争前は、1番線は軍専用ホームだった。
3番線の東側には電化された側線が2本あり、主に電車の留置線として使用される。また1番線ホームの南側には、駅構内に御殿場工務区が置かれている関係で保線車両留置用の側線がある（夜間滞泊も設定されている）。側線上には保線車両用の小さな車庫が置かれている。国鉄時代の貨物営業を行っていた頃は、1番線ホームの北側と南側の2か所に貨物ホームが設けられていた。
また、特急「あさぎり」発車時には発車ベルが鳴っていたが、2012年3月に運転区間が短縮されてからは車掌の位置にスイッチが無くなったために扱われなくなった。
| 番線 | 路線        | 方向 | 行先       | 備考                    |
| ---- | ----------- | ---- | ---------- | ----------------------- |
| 1    | CB 御殿場線 | 上り | 国府津方面 |                         |
| 2・3 | CB 御殿場線 | 下り | 沼津方面   | 特急「ふじさん」は3番線 |

（出典：JR東海:駅構内図）
- 沼津方面の列車については、当駅始発が2番線、国府津方面からの列車が3番線を使うことが多いが、一部例外もある。

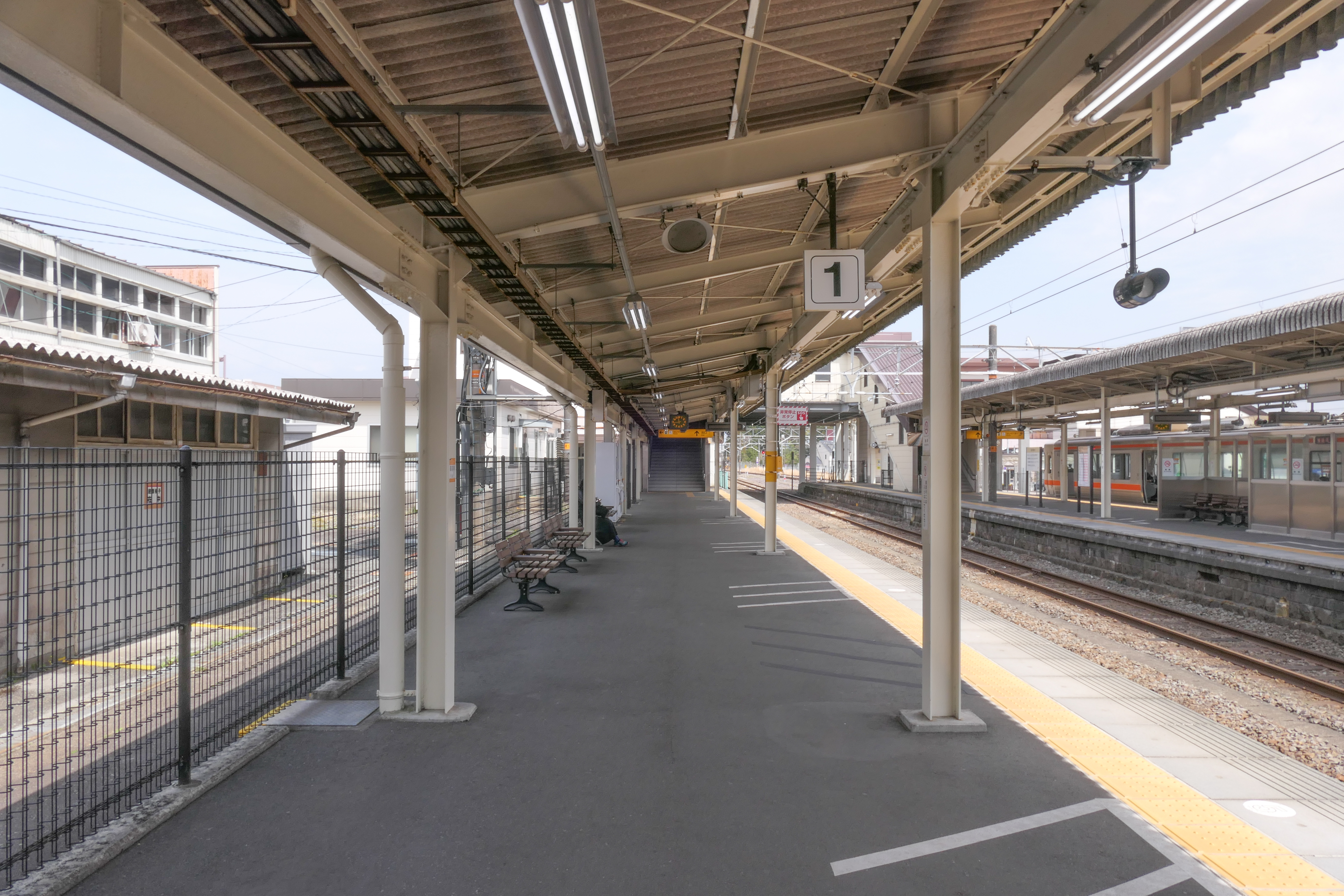
1番線ホーム（2022年4月）
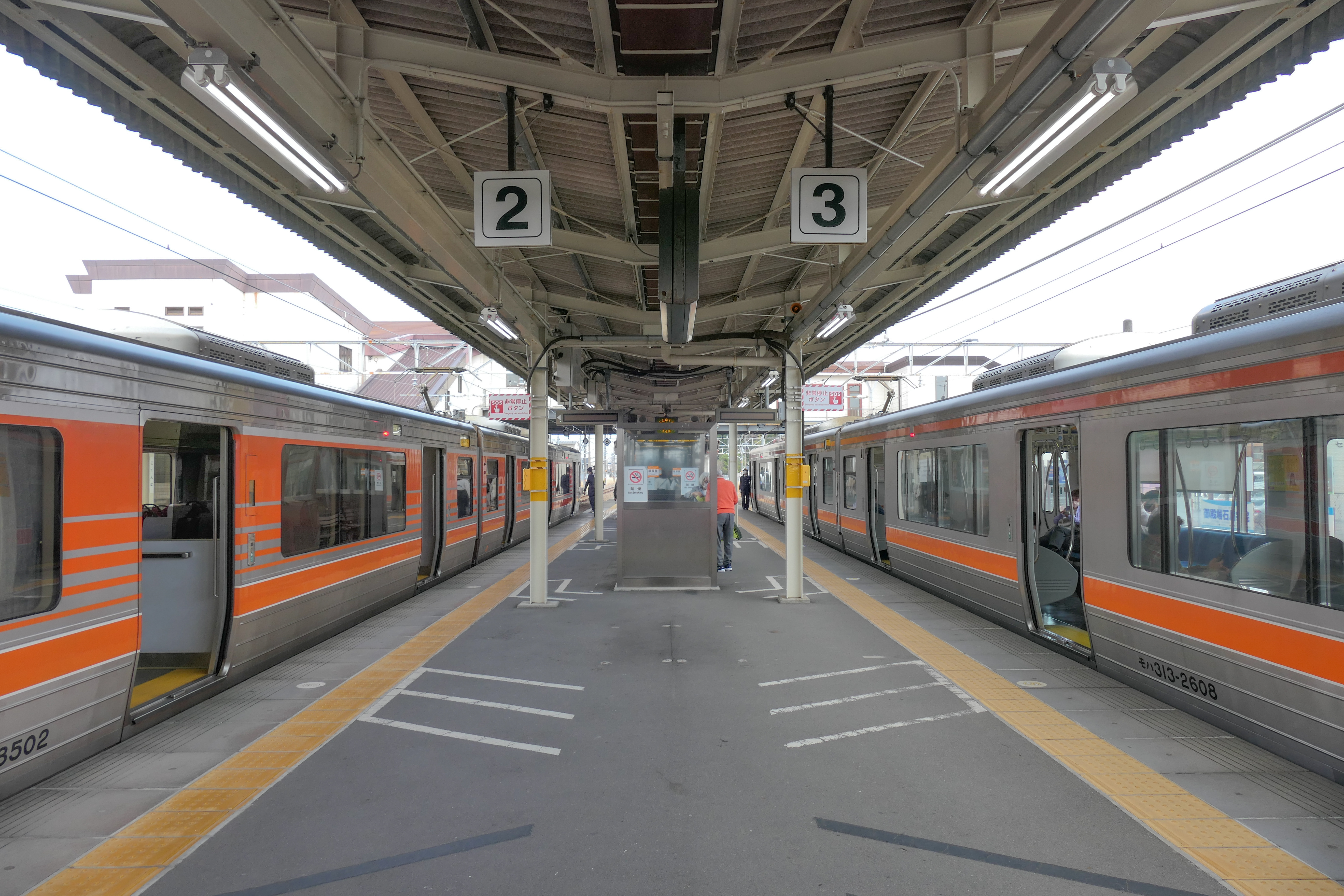
2・3番線ホーム（2022年4月）
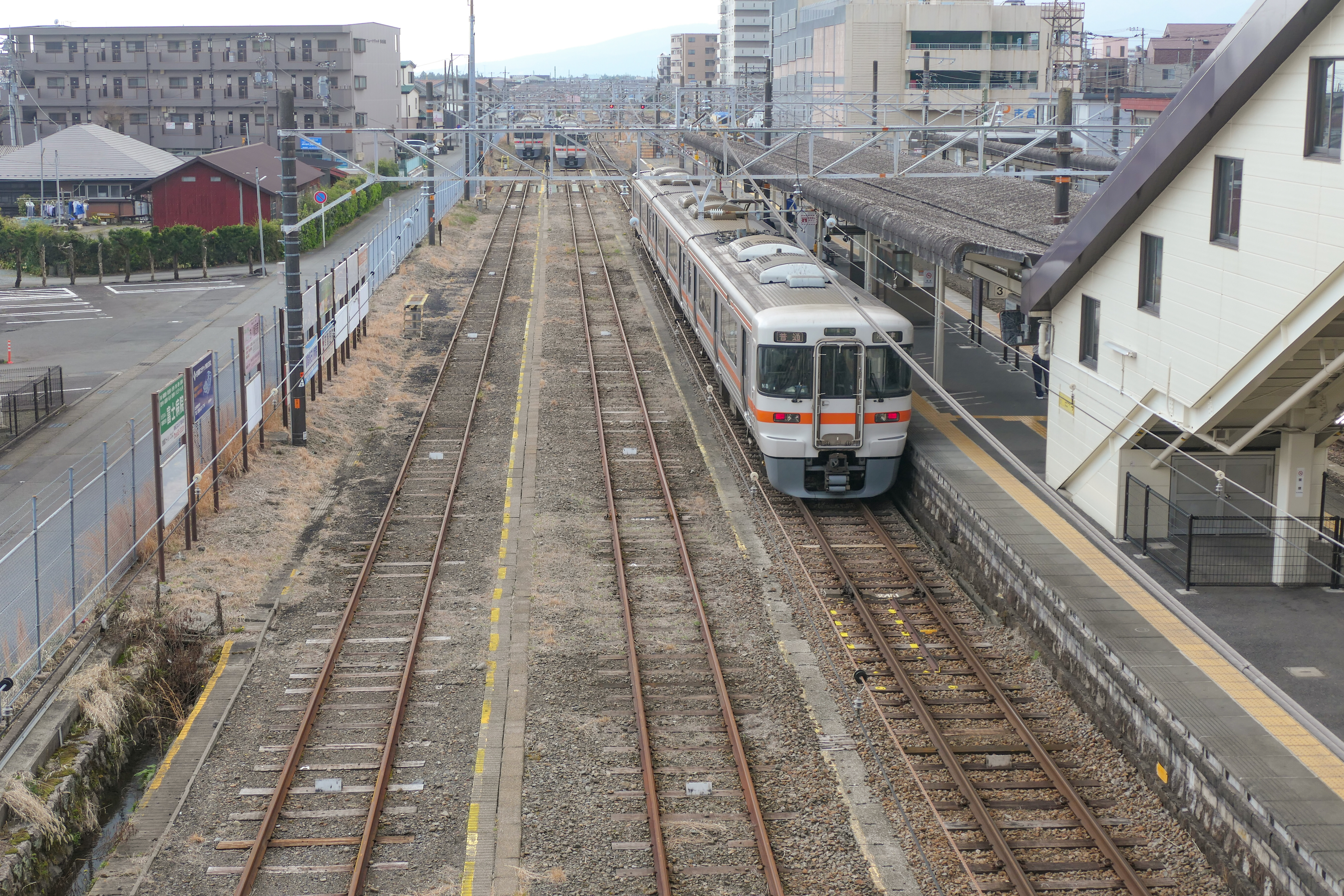
留置線（2022年4月）

### 駅舎・設備
駅舎は、駅の東西を結ぶ自由通路を併設する橋上駅舎である。改札口は2階に位置し、この自由通路に面している。1階のホームと改札口は階段やエレベーターで繋がる。改札口脇の窓口はJR全線きっぷうりばを兼ねている。改札口には自動改札機（TOICA対応）が導入され、駅舎内にはICカード対応のタッチパネル式の自動券売機が設置されている。
駅（自由通路）の出入口は、西側の「富士山口」と東側の「箱根乙女口」の2か所。出入口の名称は富士山と乙女峠にちなむ。橋上駅舎が建設される前は、1番線ホームに隣接する場所に地上駅舎が置かれ、2つのホームを結ぶ跨線橋があった。
駅舎には、売店・飲食店等のテナント「ASTY御殿場」が併設されている。
JR東海の駅長・駅員配置駅（直営駅）である。管理駅として、御殿場市内と小山町内に位置する御殿場線の4駅（駿河小山駅・足柄駅・南御殿場駅・富士岡駅）を管理している。

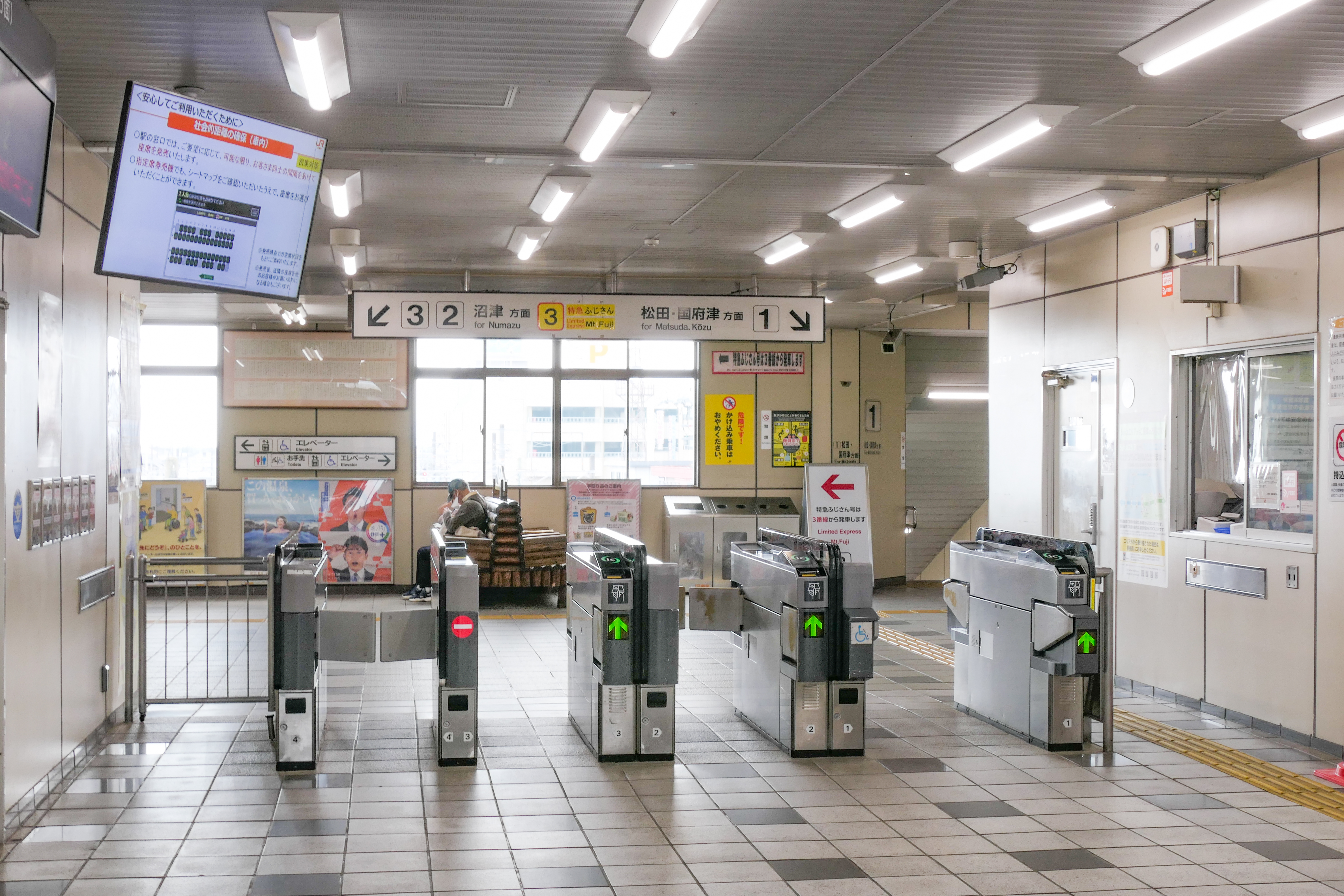
改札口（2022年4月）
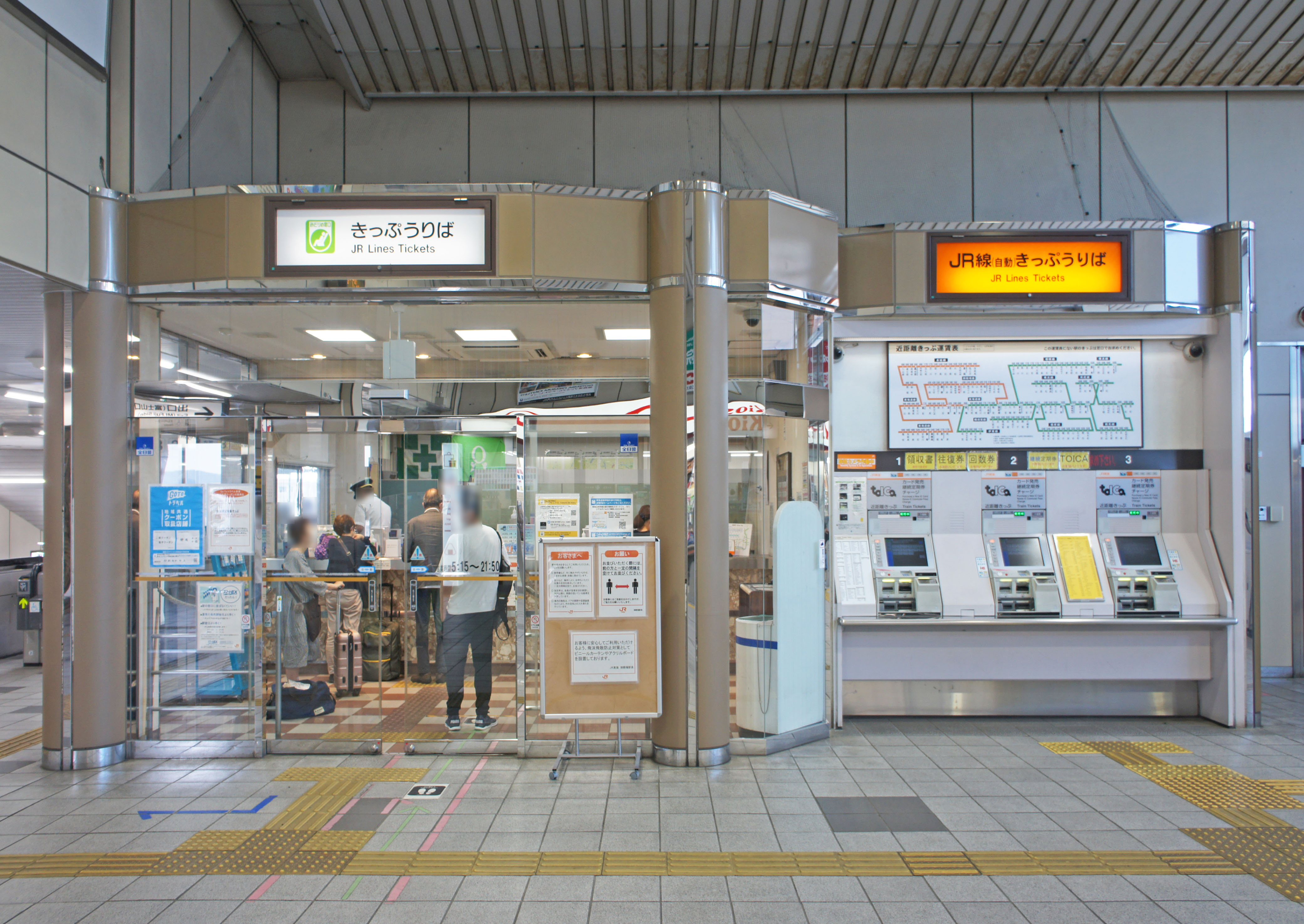
切符売り場（2022年6月）

## 利用状況
「静岡県統計年鑑」によると、2021年度（令和3年度）の1日平均乗車人員は3,748人である。
「御殿場市統計書」「静岡県統計年鑑」によると、1993年度（平成5年度）以降の推移は以下のとおりである。
| 乗車人員推移       | 乗車人員推移     | 乗車人員推移               |
| 年度               | 1日平均 乗車人員 | 出典                       |
| ------------------ | ---------------- | -------------------------- |
| 1993年（平成05年） | 6,392            | [ 静岡県 2 ]               |
| 1994年（平成06年） | 6,422            | [ 静岡県 3 ]               |
| 1995年（平成07年） | 6,372            | [ 静岡県 4 ]               |
| 1996年（平成08年） | 6,389            | [ 静岡県 5 ]               |
| 1997年（平成09年） | 6,176            | [ 御殿場 1 ] [ 静岡県 6 ]  |
| 1998年（平成10年） | 5,683            | [ 御殿場 1 ] [ 静岡県 7 ]  |
| 1999年（平成11年） | 5,374            | [ 御殿場 1 ] [ 静岡県 8 ]  |
| 2000年（平成12年） | 5,508            | [ 御殿場 1 ] [ 静岡県 9 ]  |
| 2001年（平成13年） | 5,301            | [ 御殿場 1 ] [ 静岡県 10 ] |
| 2002年（平成14年） | 5,017            | [ 静岡県 11 ]              |
| 2003年（平成15年） | 4,968            | [ 静岡県 12 ]              |
| 2004年（平成16年） | 4,750            | [ 静岡県 13 ]              |
| 2005年（平成17年） | 4,665            | [ 御殿場 2 ] [ 静岡県 14 ] |
| 2006年（平成18年） | 4,698            | [ 御殿場 2 ] [ 静岡県 15 ] |
| 2007年（平成19年） | 4,749            | [ 御殿場 2 ] [ 静岡県 16 ] |
| 2008年（平成20年） | 4,833            | [ 御殿場 2 ] [ 静岡県 17 ] |
| 2009年（平成21年） | 4,820            | [ 御殿場 2 ] [ 静岡県 18 ] |
| 2010年（平成22年） | 4,691            | [ 御殿場 3 ] [ 静岡県 19 ] |
| 2011年（平成23年） | 4,545            | [ 御殿場 3 ] [ 静岡県 20 ] |
| 2012年（平成24年） | 4,693            | [ 御殿場 3 ] [ 静岡県 21 ] |
| 2013年（平成25年） | 4,876            | [ 御殿場 3 ] [ 静岡県 22 ] |
| 2014年（平成26年） | 4,818            | [ 御殿場 3 ] [ 静岡県 23 ] |
| 2015年（平成27年） | 4,940            | [ 御殿場 4 ] [ 静岡県 24 ] |
| 2016年（平成28年） | 4,906            | [ 御殿場 4 ] [ 静岡県 25 ] |
| 2017年（平成29年） | 4,879            | [ 御殿場 4 ] [ 静岡県 26 ] |
| 2018年（平成30年） | 4,881            | [ 御殿場 4 ] [ 静岡県 27 ] |
| 2019年（令和元年） | 4,948            | [ 御殿場 4 ] [ 静岡県 28 ] |
| 2020年（令和02年） | 3,598            | [ 御殿場 5 ] [ 静岡県 29 ] |
| 2021年（令和03年） | 3,748            | [ 静岡県 1 ]               |

## 駅周辺

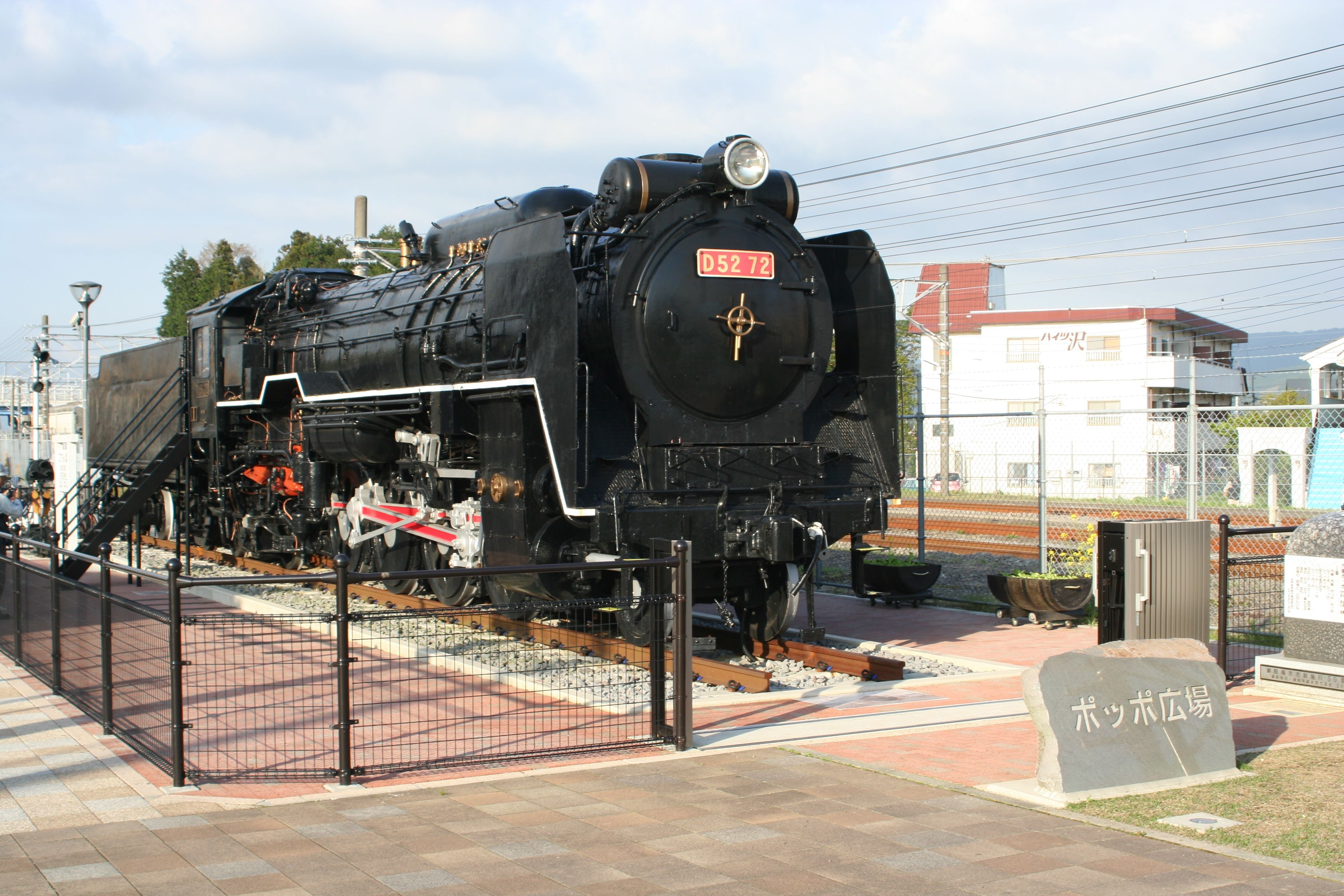
ポッポ広場

「富士山口」側は駅の表玄関で、一般路線バス（富士急モビリティ・箱根登山バス）と横浜・大阪方面の高速バスのりば、タクシーのりば、送迎用停車場、御殿場市の駅前サービスセンターがある。
「箱根乙女口」側には小田急ハイウェイバスや京浜急行バスによる高速バスが発着するほか、御殿場プレミアム・アウトレットシャトルバス、御殿場高原時之栖への送迎バスなどののりばがある。公衆便所、駐車場、無料駐輪場は両側に設置されている。
- 新橋浅間神社
- 静岡県立御殿場南高等学校
- 静岡県立御殿場高等学校
- 東駿学園 御殿場西高等学校
- マウント映画劇場（映画館）
- 御殿場インターチェンジ・東名御殿場バス停
- 秩父宮記念公園
- 御殿場市温泉会館
- ポッポ広場（富士山口前の広場。D52形蒸気機関車72号機を保存展示している）

## バス路線

### 富士山口側

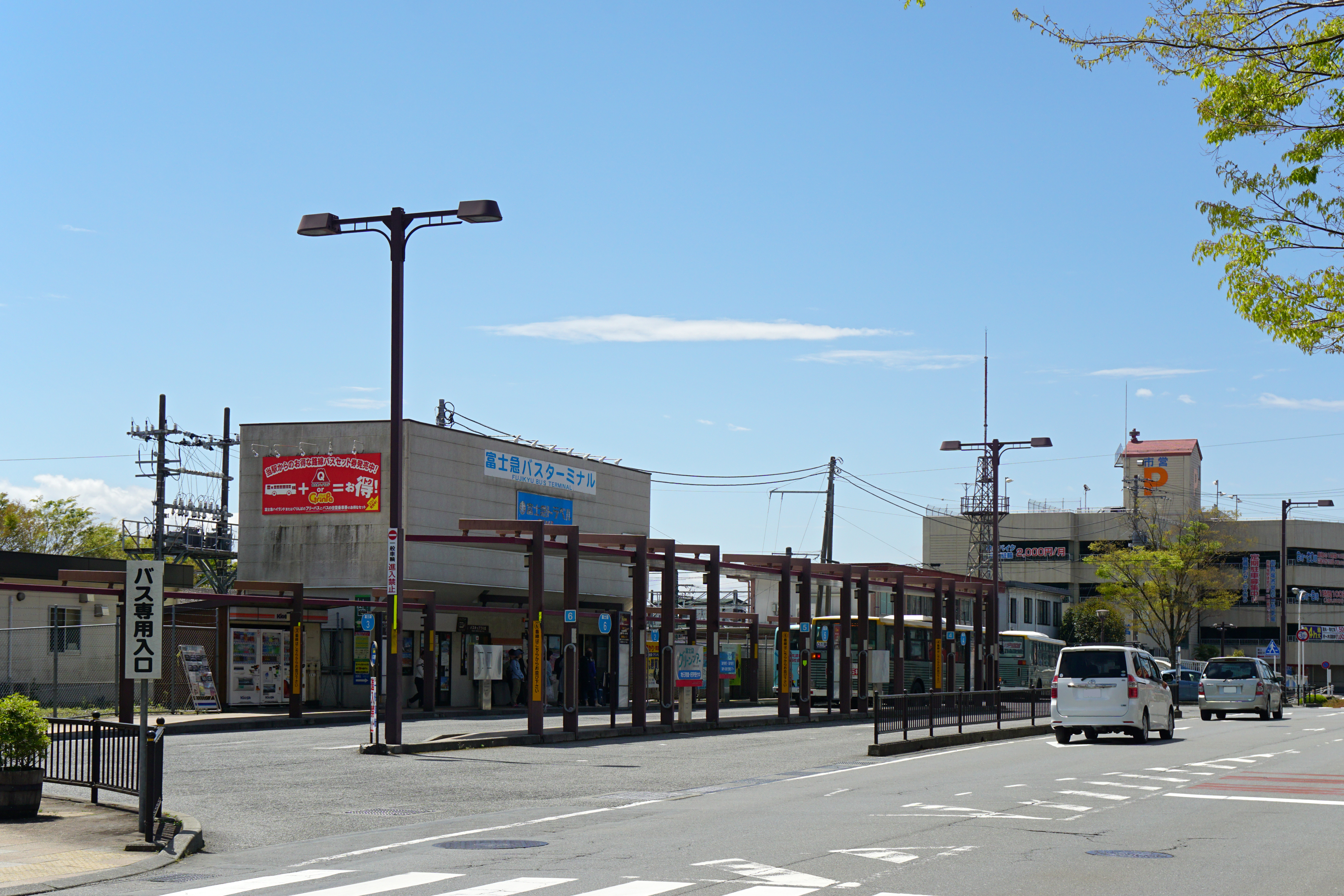
富士山口バス乗り場

富士山口側のバスのりばには、富士急モビリティ・富士急バス・箱根登山バスなどが発着する。箱根地区のバスでは「571」の停留所番号（バス停ナンバリング）を設定している。
なお、東名ハイウェイバス、東海道昼特急号、新富士 - 成田空港線は、東名御殿場バス停に発着する。このうち東名ハイウェイバスについては1990年3月15日 - 2006年12月14日の間当駅に乗り入れていた。また、2020年東京オリンピックの自転車競技の際には、会場の富士スピードウェイの観客の「チケット&ライド方式」の乗車口として使用された。 
| のりば | 運行事業者                      | 系統・行先 | 備考 |
| ------ | ------------------------------- | --- | --- |
| 1      | 富士急モビリティ                | - C1：河口湖駅 - E：中央青少年交流の家 - 印野本村 - Z：水ヶ塚公園・ぐりんぱ                                                  | 「Z」は夏季のみ                                                                                           |
| 1      | - 富士急モビリティ - 富士急バス | C2：河口湖駅 | |
| 2      | 富士急モビリティ                | - 特急・高速 河口湖 - 富士山静岡空港線：河口湖駅 - 富士学校 - チアーズ循環線：御殿場駅                                       | 富士学校行と「チアーズ循環線」は平日のみ運行                                                              |
| 2      | 富士急バス                      | A1：河口湖駅 | |
| 2      | - 富士急モビリティ - 富士急バス | A2：河口湖駅 | |
| 3      | 富士急モビリティ                | - 三島駅 - 特別支援学校 - Q：須走口五合目                                                                                    | - 特別支援学校行は平日のみ運行 - 「Q」は夏季のみ運行                                                      |
| 4      | 富士急モビリティ                | - J1：十里木 - J2：ぐりんぱ・イエティ - 駒門屋 - 印野本村 - 神場循環線・神場南循環線・北の原循環線・チアーズ循環線：御殿場駅 | - 「J2」のイエティ行は冬季のみ運行 - 「チアーズ循環線」は平日のみ運行                                     |
| 5      | 富士急モビリティ                | - 駿河小山駅 - 小山高校 - 上野 - 冨士霊園 - 東山循環線：御殿場駅                                                             | - 小山高校行と「東山循環線」は平日のみ運行 - 冨士霊園行は土休日のみ運行                                   |
| 6      | 富士急モビリティ                | 高速 河口湖 - 富士山静岡空港線：富士山静岡空港                                                                               | |
| 6      | - フジエクスプレス - 相鉄バス   | 高速 レイクライナー：横浜駅西口                                                                                              | |
| 6      | - 富士急湘南バス - 近鉄バス     | 高速 金太郎号：近鉄なんば駅西口（OCATビル）                                                                                  | |
| 6      | 箱根登山バス                    | 天悠 | 午後のみ運行                                                                                              |
| 7      | 富士急モビリティ                | - J2：東名御殿場インター - 富士急御殿場営業所 - 東山循環線：御殿場駅 - 富士スピードウェイ臨時バス                            | - 富士急御殿場営業所行と「東山循環線」は平日のみ運行 - 富士スピードウェイ臨時バスはイベント開催時のみ運行 |
| 7      | - 富士急モビリティ - 富士急バス | C1・C2：御殿場プレミアム・アウトレット                                                                                       | |

### 箱根乙女口側

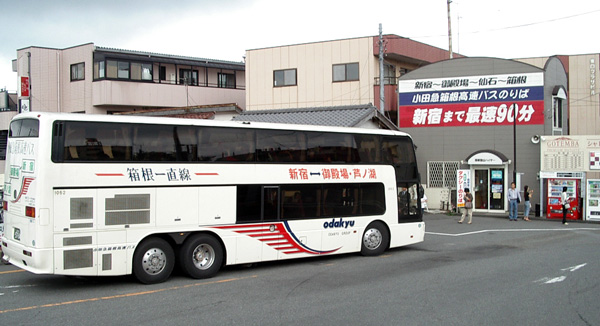
箱根乙女口バス乗り場

箱根乙女口側のバス乗り場には、小田急ハイウェイバスなどが運行する路線が発着している。箱根地区のバスでは「568」の停留所番号（バス停ナンバリング）を設定している。
2020年2月23日（富士山の日）に御殿場市観光協会によって「富士山御殿場・はこね観光案内所」が開設された。こちらでは、小田急ハイウェイバスの乗車券や小田急電鉄が発売する箱根フリーパスを販売している。案内所開設以前は、箱根登山ハイヤー御殿場営業所で販売が行われていた。
御殿場夏まつり歩行者天国を実施時、歩行者天国による通行止め箇所を迂回するため、箱根登山バスの富士山口に発着している便が箱根乙女口に乗り入れる。
| のりば | 運行事業者                                 | 系統・行先                                                                | 備考                                                   |
| ------ | ------------------------------------------ | ------------------------------------------------------------------------- | ------------------------------------------------------ |
| 1      | 富士急モビリティ                           | - 富士急御殿場営業所 - 御殿場駅富士山口                                   | 平日のみ運行                                           |
| 1      | 富士急モビリティ                           | 富士山ライナー：東名足柄・新松田駅北口                                    | 2026年3月31日までの実証実験シャトルバス                |
| 1      | 箱根登山バス                               | 天悠                                                                      | 午前のみ運行                                           |
| 2      | 御殿場プレミアム・アウトレットシャトルバス | 御殿場プレミアム・アウトレットシャトルバス                                |                                                        |
| 3      | 小田急ハイウェイバス                       | 高速 W：新宿高速バスターミナル / 箱根桃源台・箱根園・箱根小田急山のホテル |                                                        |
| 3      | - 小田急ハイウェイバス - 京浜急行バス      | 高速 V： 横浜駅・羽田空港                                                 |                                                        |
| 3      | 立川バス                                   | 御殿場線：矢川駅・立川駅・パレスホテル立川                                |                                                        |
| 4      | 乙女エリア観光施設巡回：ごてんば市温泉会館 | 乙女エリア観光施設巡回：ごてんば市温泉会館                                | 原則月曜運休、祝日・イベント開催時等は運行する場合有り |
| 5      | 御殿場高原 時之栖シャトルバス              | 御殿場高原 時之栖シャトルバス                                             |                                                        |

## 駅弁
- ｢港あじ鮨｣・｢助六寿司｣ - 桃中軒（ASTY御殿場内テナント）で販売[15]。
- ｢鮎の姿すし｣・｢鱒の姿すし｣ - ベルマート（改札前売店）・妙見本店（駅前徒歩1分）で販売。

## 鉄道唱歌における御殿場駅
御殿場線ではこの辺りから裾野駅の間で富士山が最も近接して見えるため、丹那トンネル開通前は東海道本線における風景の名所とされたこともあった。1900年（明治33年）5月に大和田建樹によって作成発表された『鉄道唱歌』第1集東海道編では、以下のように歌われた。
14.はるかにみえし富士の嶺は はや我そばに来りたり 雪の冠雲の帯 いつもけだかき姿にて
15.ここぞ御殿場夏ならば われも登山をこころみん 高さは一万数千尺 十三州もただ一目

## 隣の駅
※特急「ふじさん」の隣の停車駅は列車記事を参照。
東海旅客鉄道（JR東海）
CB 御殿場線
足柄駅 (CB09) - 御殿場駅 (CB10) - 南御殿場駅 (CB11)

### 記事本文